# Тун (административно-территориальная единица)
Тун (арм. Տուն) — единица административно-территориального деления нижнего уровня в Древней Армении.

## Эволюция и употребление термина
Как указывает грузинский историк И. А. Джавахишвили:
Несмотря на многочисленные иноземные влияния на государственную жизнь Армении, следы древнейшего, исконного строя, на котором покоилась социальная жизнь этого народа, сохранились с достаточной ясностью; эта социальная «ячейка», или «эмбрион», если так можно выразиться, которая жила в продолжении веков доисторической, изучение которой даётся нам при помощи лингвистического анализа, и исторической жизнь, разросталась и от примитивно-общественных форм перешла к формам государственного организма, есть «тун».
Таким образом, «тун» являлся одновременно как социальной, так и территориальной единицей, имея несколько значений. Во-первых, «тун» обозначал круг лиц, связанных родственными узами
. Во-вторых, слово «тун» обозначал жилое помещение, постройку. В-третьих, слово «тун» обозначал также и территорию, на которой жила, которую занимала семья; оно обозначал имение семьи или рода. В-четвёртых, термин «тун» употреблялся также в том случае, когда речь шла о каком-нибудь ущелье или округе, то есть термин «тун» по значению равняется термину «гавар». Так, например, гавар Вананд нередко именуется «тун Вананд». Нередко слово «тун» включается непосредственно в название гавара, например гавар Пагнатун. Наконец, в-пятых, термином «тун» обозначалась область, находившаяся под чьей-либо властью. Впоследствии термин «тун» эволюционирует и получает значение целой страны, даже целого государства.
Джавахишвили И. А. приходит к заключению, что армянский язык сохраняет одно и то же слово для обозначения понятий хотя и одного порядка, но всё же резко друг от друга отличающихся, поскольку термин «тун» обозначала дом, имение, владение, область и целую страну. Все территориальные единицы от самого маленького вплоть до большого организма, как страна, носили одно название. Уже этого единство, по мнению И. А. Джавахишвили, указывает на исконный характер подобного деления. И. А. Джавахишвили приходит к выводу, что, видимо, «тун» является выражением того состояние социальной жизни, когда первоначальный стро был ещё в полной силе и не подвергался чужеземному воздействию, когда язык ещё был недостаточно богат и пользовался одним словом для обозначения нескольких однородных понятий. Очевидно, что в это время исходными пунктами социального строя и социального мышления являлся «тун», из него развивался весь позднейший общественный строй.